# طواف فلاندرز 1996
طواف فلاندرز 1996 هو سباق دراجات هوائية أقيم بتاريخ 7 أبريل 1996، تكون السباق من 1 مراحل وامتدّ لمسافة 269 كم بسرعة 41.705 كم/س، استغرق السباق 6 ساعة 27 دقيقة 00 ثانية. فاز به الإيطالي ميشيل بارتولي.

## الترتيب
| م                     | الدرّاج        | البلد   | الزمن                    |
| --------------------- | ------------- | ------- | ------------------------ |
| الفائز بالترتيب العام | ميشيل بارتولي | إيطاليا | 6 ساعة 27 دقيقة 00 ثانية |